# Programa Vostok

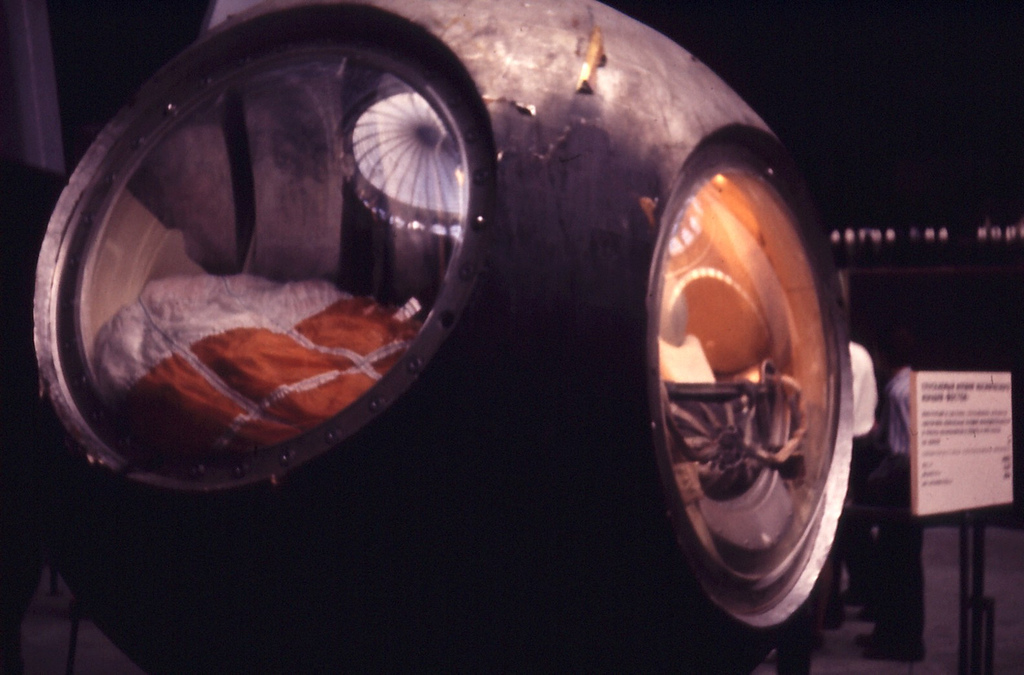
Cápsula Vostok-1 que levou Gagarin ao espaço.

Vostok (em alfabeto cirílico: "Восток", que em russo significa "Oriente"), designa o conjunto de missões espaciais tripuladas executadas pela agência espacial soviética no período de 1961 até 1963, que usavam uma espaçonave com capacidade para um cosmonauta em órbita da Terra. A nave espacial usada no projeto era também chamada de Vostok.

## As espaçonaves
A espaçonave Vostok compreendeu três tipos diferentes de naves:
- Vostok-1 (1K) - Nave espacial protótipo usada somente em testes;
- Vostok-2 (2K) - Nave usada para atividades de foto-reconhecimento e espionagem. Foi posteriormente reprojetada com o nome de Zenit-2;
- Vostok-3 (3K) - Nave usada em missões tripuladas:
  - Vostok 3KA - (1961) primeira nave tripulada, ainda em uso para mapeamento, espionagem e missões militares;
  - Vostok 3KV - (1964) Também conhecida como Voskhod, é uma adaptação da Vostok para levar até três cosmonautas;
  - Vostok 3KD - (1965) Também conhecida como Voskhod, é uma nave Vostok adaptada com a adição de uma escotilha selada para atividades fora do veículo.

Os voos tripulados da Vostok foram precedidos de dois voos não tripulados conhecidos como Korabl-Sputnik-4 e Korabl-Sputnik-5, que usaram a nave Vostok para testes e tiveram um padrão de voo compatível com uma missão tripulada, embora ambos os voos sejam consideradas missões Sputnik.

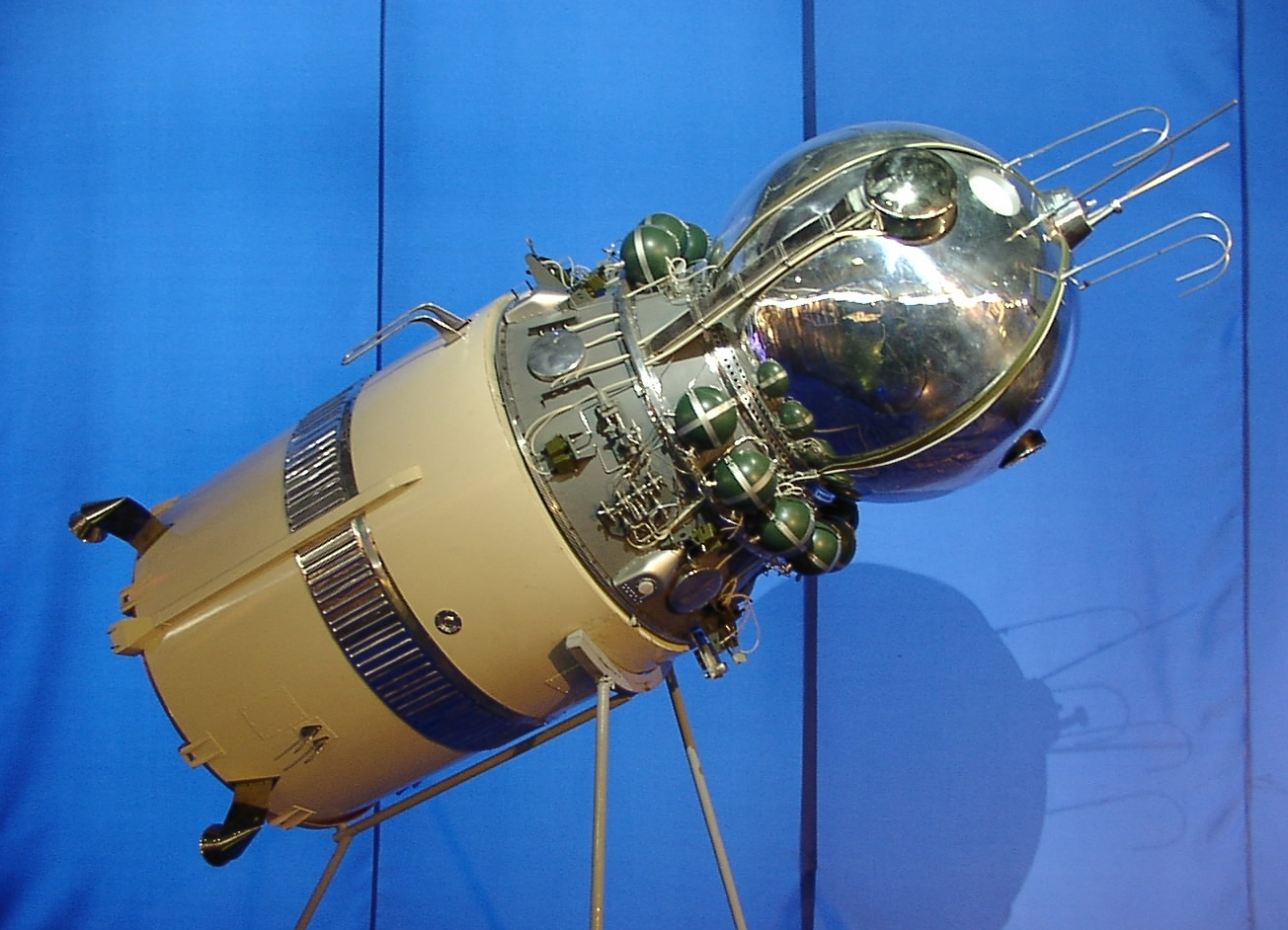
Espaçonave Vostok.

A nave Vostok tinha um comprimento total de 4,4 m e diâmetro máximo de 2,4 m, com um peso total de 4 730 kg. Era formada por dois módulos: a cápsula de reentrada (onde ficava o cosmonauta) e o módulo de equipamentos que continha os instrumentos, antenas, propelente, e outros equipamentos. Os motores de retrofoguetes da Vostok possuíam um empuxo de 15,83 kN e usavam como propelente o óxido nitroso. A nave possuía um formato esférico, com peso em apenas um lado, o que já garantia o posicionamento correto para a reentrada, sem a necessidade de manobras, já que a nave não era manobrável. Ela possuía acomodação para um cosmonauta em traje pressurizado, com assento ejetável. A nave possuía duas janelas, uma sobre a cabeça do cosmonauta, outra em seus pés equipada com dispositivo ótico de orientação (o dispositivo ótico Vzor). A orientação da nave (altitude) era obtida por meio de jatos de gás frio. A Vostok não tinha sistemas de orientação com giroscópios, mas apenas um sistema primitivo, semelhante a um relógio, que indicava a posição da nave sobre o globo terrestre. A nave tinha um para-quedas para descida após a reentrada, embora o cosmonauta tivesse o seu próprio (durante a queda da nave, o cosmonauta saltava da nave e descia usando o seu próprio para-quedas).

## Missões
O Projeto Vostok consistiu de seis missões:

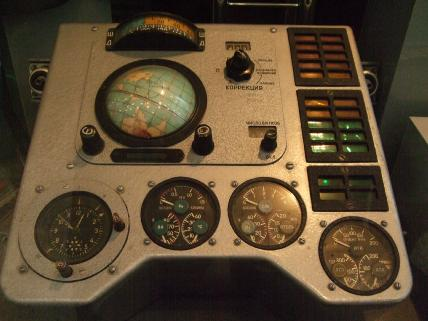
O painel de controle da Vostok 1.

- Vostok 1 - 12 de abril de 1961  - Iuri Gagarin - Esta missão colocou o primeiro ser humano no espaço. A missão foi lançada do Cosmódromo de Baikonur e executou uma órbita da terra na altitude de 315 km. A carga da nave incluia equipamento de suporte a vida, rádio e televisão para monitorar as condições do cosmonauta. Nesta missão, Gagarin proferiu a famosa frase: "A Terra é azul!". O voo foi totalmente automático, sendo que o painel estava travado e Gagarin possuía uma chave em um envelope fechado caso houvesse necessidade de tomar o controle manual da nave. O módulo de equipamentos da espaçonave não se separou da cápsula ao final da missão, por algum problema técnico, e acabou provocando uma situação crítica, ao se queimar na reentrada. Gagarin ejetou após a reentrada e desceu usando um para-quedas próprio, como planejado, embora a URSS tenha negado isto por anos por medo que o voo não fosse reconhecido pelas entidades internacionais, já que o piloto não acompanhou sua espaçonave até o solo.

- Vostok 2 - 6 de agosto e 7 de agosto de 1961 - Gherman S. Titov - Esta missão bateu o recorde de permanência no espaço. Titov foi o primeiro cosmonauta a sentir enjoo no espaço. A nave estava equipada com equipamento de suporte de vida, rádio e televisão para monitorar as condições do cosmonauta, gravador de fita magnética, sistema de telemetria, equipamentos biológicos, e equipamento de controle manual e automático. A missão executou 17,5 órbitas na Terra, e assim como Gagarin, Titov desceu usando seu próprio para-quedas. A missão investigou os efeitos da falta de gravidade por longo tempo no organismo humano, e a habilidade do homem de trabalhar na ausência de gravidade. Diferente de Gagarin, Titov tomou o controle da nave. O problema ocorrido no voo da Vostok 1 com o módulo de equipamentos voltou a ocorrer.
- Vostok 3 - 11 de agosto até 15 de agosto de 1962 - Andrian Nikolayev - Foi o primeiro voo conjunto de duas espaçonaves (com a Vostok 4). As naves foram lançadas em dois dias seguidos e estiveram a poucos quilômetros uma da outra, embora um rendez-vous e acoplagem estivesse fora de questão, já que a Vostok não possuía capacidade de manobras.
- Vostok 4 - 12 de agosto até 15 de agosto de 1962 - Pavel Popovich - A missão foi conjunta com a Vostok 3, permitindo experimentos de comunicação entre as espaçonaves. Popovich teve problemas com seu sistema de suporte de vida, com queda da temperatura e redução da umidade do ar, embora estas condições não tenham prejudicado a missão, que só retornou um dia antes que o planejado devido a um mal entendido da base de controle da missão sobre as condições de saúde de Popovich.

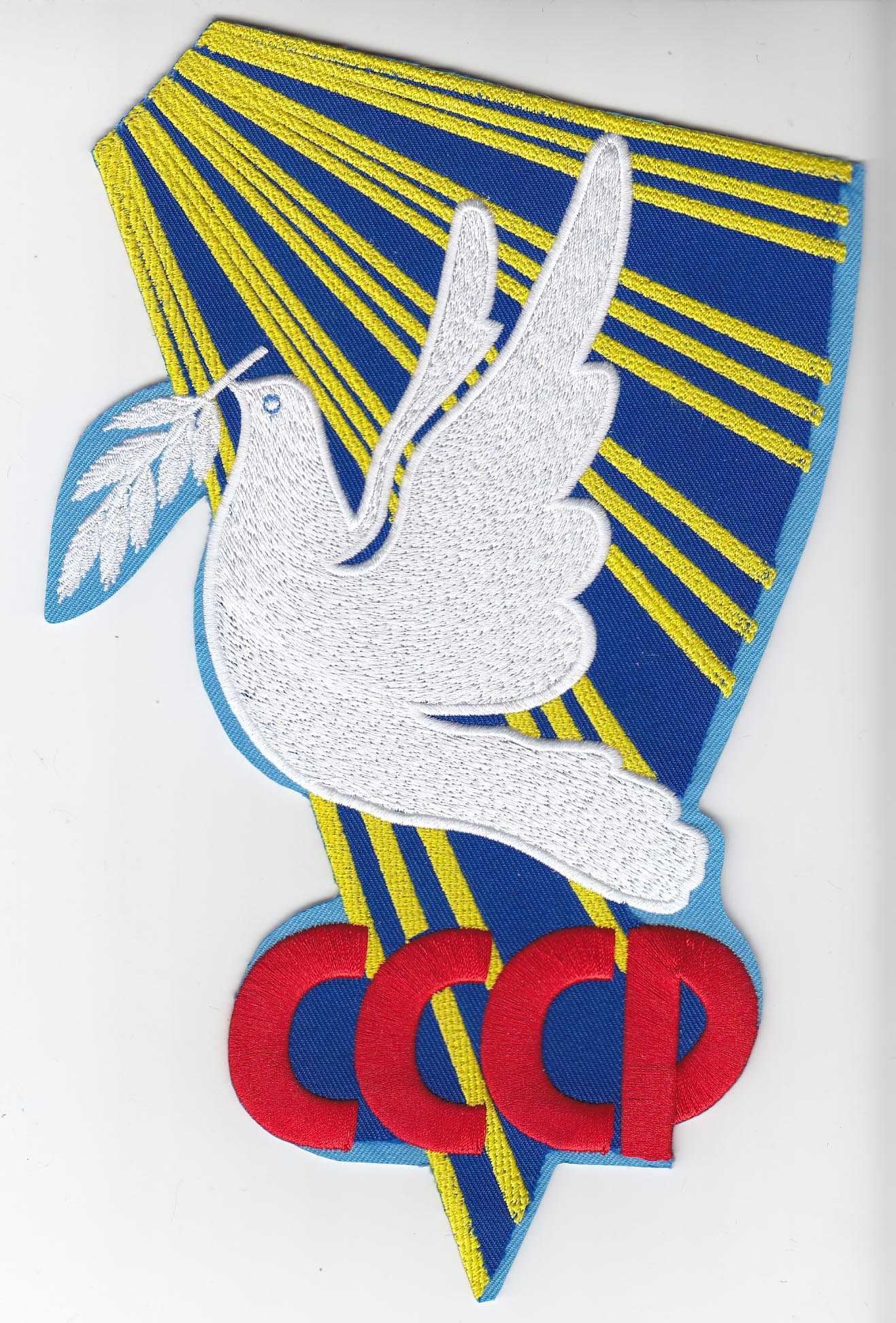
Vostok 6 teve a única insígnia desse programa.

- Vostok 5 - 14 de junho até 19 de junho de 1963 - Valery Bykovsky - Esta missão fez um voo conjunto com a Vostok 6, tendo ficado a apenas 5 km desta, permitindo comunicação de rádio entre as duas naves. A missão tinha sido planejada para um recorde de oito dias em órbita, no entanto, problemas de atividade solar combinados com falhas técnicas apressaram o retorno. Bykovsky sofreu com um problema não especificado de seu sistema de lixo, que tornou as condições da cabine "muito inconfortáveis". Houve problemas de temperatura no módulo de equipamentos e ocorreu novamente o problema com o módulo de equipamentos na reentrada.
- Vostok 6 - 16 de junho até 19 de junho de 1963 - Valentina Tereshkova - Esta missão, que foi conjunta com a Vostok 5, levou a primeira mulher ao espaço, feito que se repetiria apenas 19 anos depois com Svetlana Savitskaya. Um dos objetivos da missão conjunta era comparar os efeitos do voo espacial nos organismos do homem e da mulher. Um dos problemas da missão foi que diversas vezes ela recusou-se a responder o chamado por rádio da base de comando. Korolev, o chefe da missão, não ficou contente com o desempenho de Valentina e não permitiu que ela tomasse o controle manual da nave, como havia sido planejado.

As missões Vostok foram muito bem sucedidas em preparar a evolução posterior das naves espaciais e em determinar os limites e dificuldades que o homem encontraria no espaço exterior.